# Století Miroslava Zikmunda
Století Miroslava Zikmunda je český dokumentární film, který pojednává o životě slavného českého cestovatele. S Jiřím Hanzelkou procestovali celý svět a jejich knihy a filmy byly inspirací pro mnohé. Miroslav Zikmund byl počat za Rakouska-Uherska, narodil se za první republiky, přežil 2. světovou válku, odsun Němců, a vzpomíná na komunismus i na jeho konec a pád železné opony v Československu. StB ho označila jako nebezpečnou osobu nejvyšší třídy nebezpečnosti. Cestoval Afrikou v době zhroucení koloniálního systému. Zažil návrat demokracie do ČSR a zrod českého kapitalismu… O tom všem v tomto filmu Miroslav Zikmund vypráví.
Film byl nominován na cenu Český lev za rok 2014.